# Womanhood, the Glory of the Nation
Womanhood, the Glory of the Nation er en amerikansk stumfilm fra 1917 af J. Stuart Blackton og William P. S. Earle.

## Medvirkende
- Alice Joyce som Mary Ward
- Harry T. Morey som Paul Strong
- Naomi Childers som Jane Strong
- Joseph Kilgour som Dario
- Walter McGrail